# Axel Friberg
Erik Axel Friberg, född 24 november 1905 i Maria Magdalena församling i Stockholm, död 25 oktober 1947 i Paris, Frankrike, var en svensk idé- och lärdomshistoriker, litteraturvetare och bibliotekarie.
Axel Friberg var son till tullöveruppsyningsmannen Carl Johan Friberg. Efter studentexamen vid Stockholms högre allmänna läroverk på Södermalm 1924 blev han 1928 student vid Stockholms högskola och därefter 1930 vid Uppsala universitet. 1932 blev han filosofie magister vid Uppsala universitet och 1941 filosofie licentiat vid Stockholms högskola och därefter amanuens vid Kungliga biblioteket. 1945 han filosofie doktor med avhandlingen Den svenske Herkules om Georg Stiernhielms diktning. 1947 blev Friberg extraordinarie bibliotekarie vid Kungliga biblioteket och samma år bibliothécaire délégué vid Bibliothèque Sainte-Geneviève i Paris. Sina främsta insatser gjorde han som idé- och litteraturhistoriker, hans utgav bland annat ett verk och Tycho Brahes författarskap och en presentation av franska gravyrböcker från 1700-talet i Morssings bibliotek. Friberg är begravd på Sandsborgskyrkogården i Stockholm.